# Kurnia Koto Salak
Kurnia Koto Salak is een bestuurslaag in het regentschap Dharmasraya van de provincie West-Sumatra, Indonesië. Kurnia Koto Salak telt 3785 inwoners (volkstelling 2010).